# Кулич
Кули́ч (из ср.-греч. κουλλίκι(ον), от др.-греч. κόλλιξ — «хлеб круглой или овальной формы») — русское название пасхального хлеба. У восточных славян праздничный хлеб был круглым и высоким, сверху на нём делались украшения из теста. Цилиндрическая форма кулича связана с церковной практикой выпекать артос.

## Описание

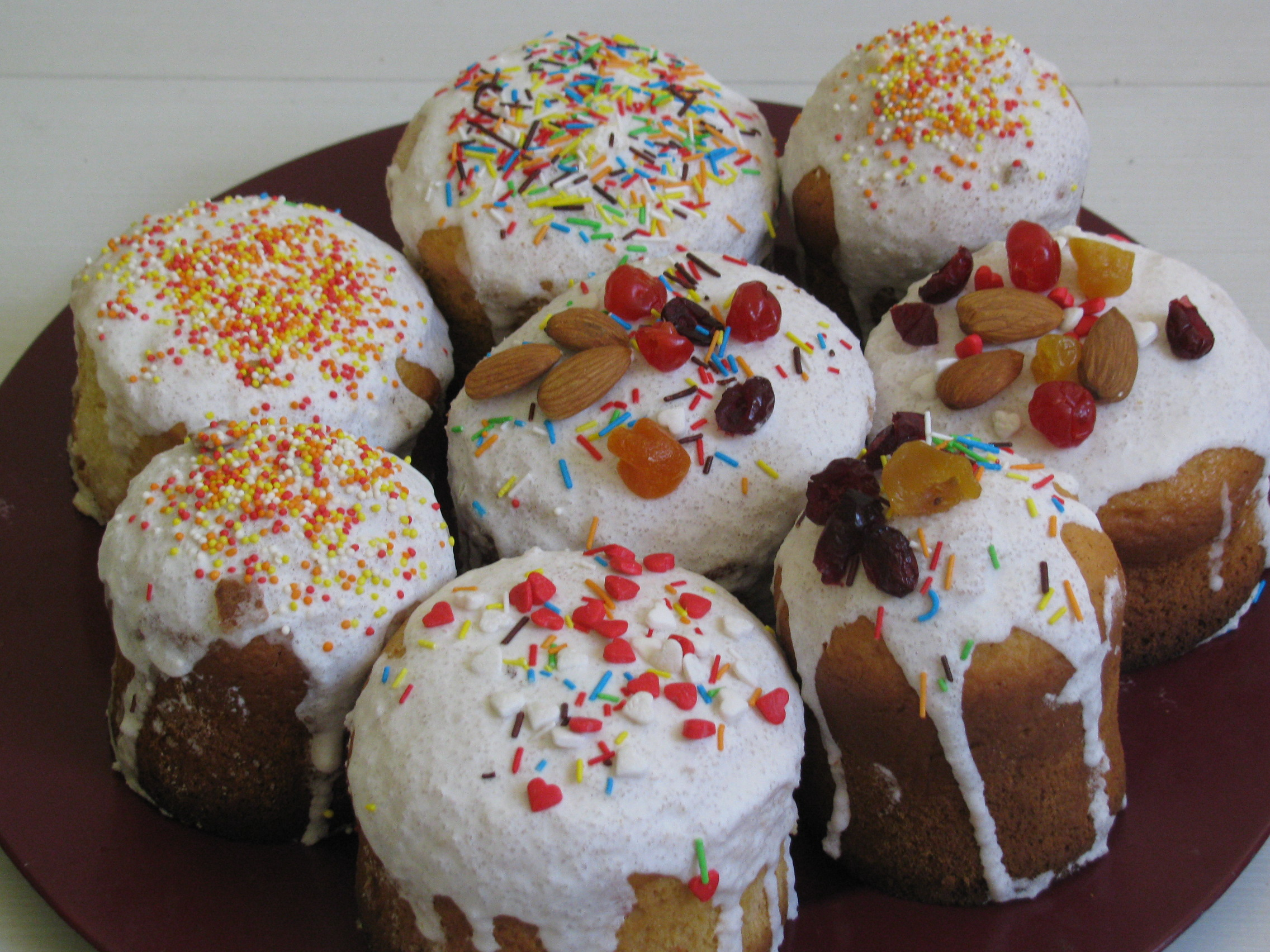
Варианты украшения кулича

Кулич — дрожжевое изделие различной степени сдобности и различное по величине и форме, но традиционно чаще всего[уточнить] высокие, округлые. У поляков Великопольши аналогом куличей были «бабы», или «бабки» (пол. baby, babki) — небольшие сдобные пасхальные хлебы, сделанные из пшеничной муки[значимость факта?].
Делается в форме цилиндра из теста, часто с изюмом, сверху украшается сахарной пудрой или глазурью. В качестве специй применяются: ваниль, кардамон, мускатный орех.
В различных регионах России куличи выпекали в разных формах (например в Вологодской губернии в форме раскрытого ягодного пирога), но чаще всего ему придавали форму высокой церковной просфоры (о сходстве с артосом см. ниже) и делали его как можно более скоромным (то есть не постным). Это достигалось добавлением в тесто большого количества яиц и масла.
Существует традиция освящать куличи, а также пасхи, пасхальные яйца и другие праздничные угощения к окончанию Великого поста. Обычно это происходит в Великую субботу, но в некоторых храмах может происходить и после праздничного пасхального богослужения.
Куличом разговлялись после окончания пасхального богослужения: иногда уже в церкви прихожане угощали друг друга и священнослужителей кусочками своего кулича, но чаще дома за пасхальной трапезой глава семьи делил его по числу домочадцев.

## Происхождение

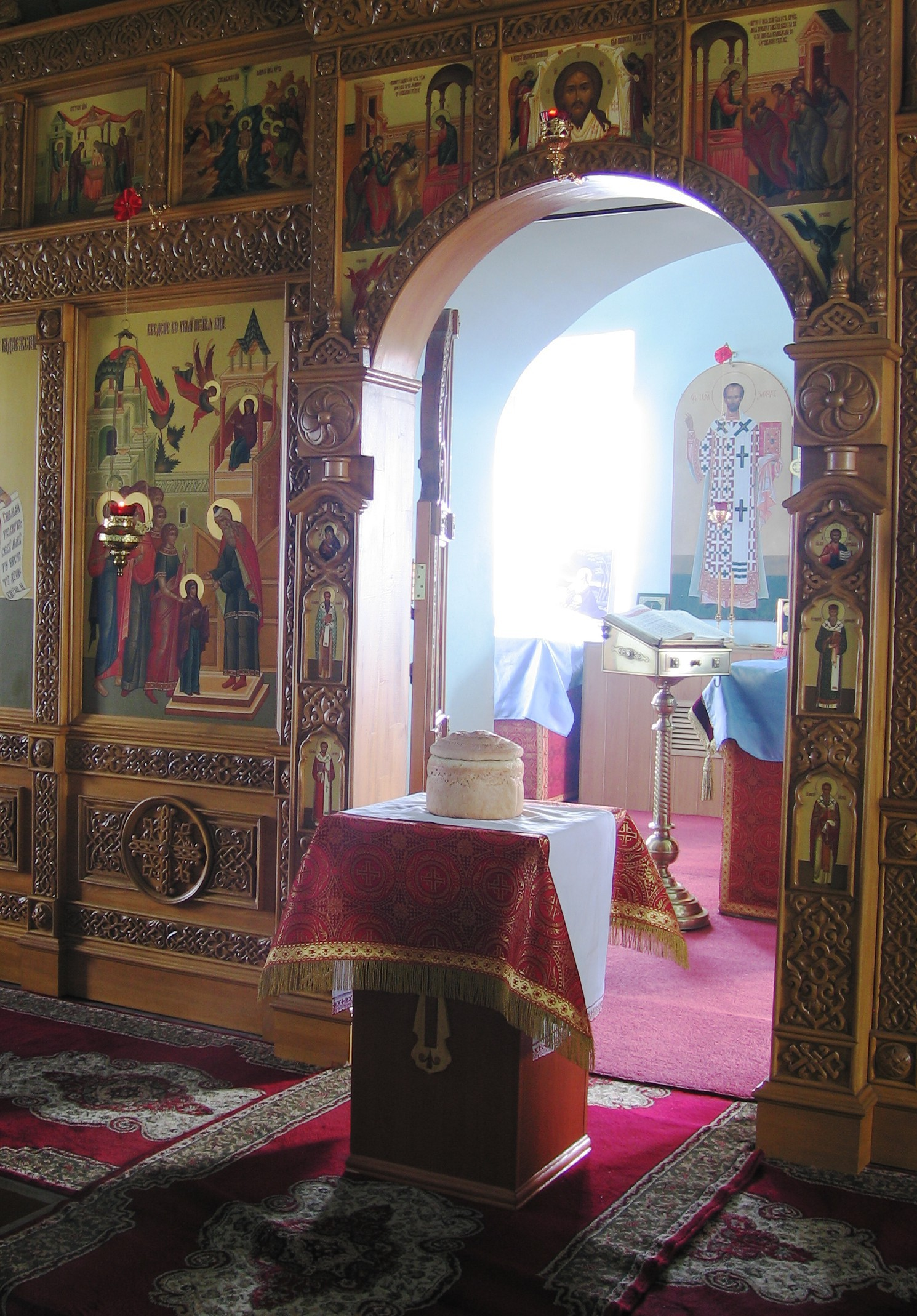
Артос на аналое перед отверстыми Царскими вратами

Кулич является подобием церковного артоса — большого квасного хлеба, его народной, «домашней» репликой. В русской практике артос представляет собой высокий цилиндрический хлеб, освящаемый в первый день Пасхи, на литургии после заамвонной молитвы, который раздаётся верующим в Светлую субботу после чтения молитвы и раздробления.
По мнению В. Г. Холодной, на кулич повлияла славянская традиция весенней обрядовой выпечки. Пасхальный кулич выступал в роли обрядового хлеба, который выпекали обычно в преддверии посевных работ из кислого, заквашенного теста. Этот сакральный хлеб крестьяне использовали в продуцирующих и охранительных обрядах, его остатки — в гаданиях об урожае и приплоде скота.
В. В. Похлёбкин считает, что раньше на Руси куличи могли печь два-три раза в год, то есть не только на Пасху, по самым большим праздникам.

## Название

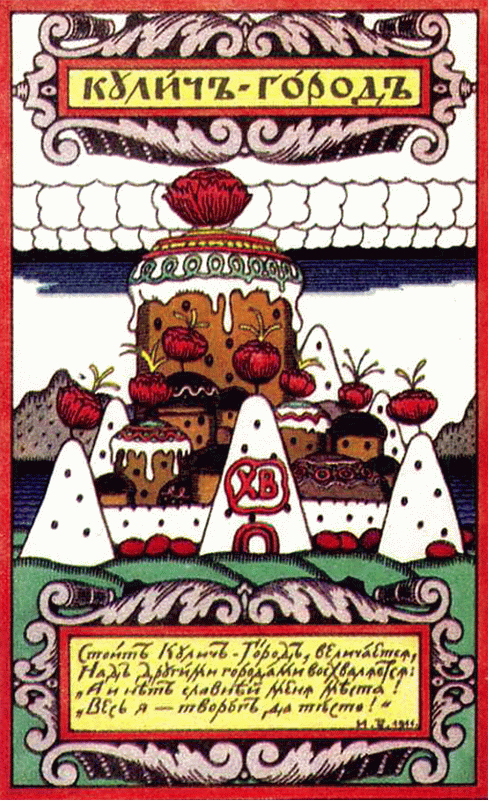
Иван Билибин. Кулич-город: «Стоит Кулич-Город, величается, Над другими городами восхваляется, А и нет меня славней места! Весь я — творог да тесто», между 1911 и 1912

В русских говорах встречаются и другие названия — кули́ца и кули́чка (пск.), хотя слово кули́чка употребляется и в значении «ватрушка» — владим., костр., яросл., «крендель из пресного теста» — яросл., «свадебный пирог», «стол после венца» — рост.-яросл.
В украинском языке и в южнорусских диалектах для обозначения кулича используется название паска. Хотя иногда паска противопоставляется куличу наличием украшений из теста и отсутствием глазури, фактически она зачастую неотличима от кулича как по рецепту, так и по внешнему виду (см., например, фотографию пасок в киевском магазине).

## В СССР
В СССР ориентировочно с 1930-х годов распространённым кондитерским изделием был кекс «Весенний», также известный как «Майский». Данный продукт изготавливался из дрожжевого теста с добавлением изюма и орехов и посыпался сахарной пудрой. Кекс «Весенний» поступал в продажу весной и был доступен примерно в течение месяца, до середины мая. Официально кекс «Весенний» («Майский») позиционировался как замена пасхальному куличу и приобрёл значительную популярность среди населения, несмотря на проводимую в советском государстве атеистическую политику.
В 1929 году в СССР началась антирелигиозная кампания, в ходе которой кулич стал рассматриваться как символ бытовых религиозных практик, подлежащих искоренению. Согласно дневниковой записи жителя Санкт-Петербурга 1929 года, на религию оказывалось давление, что привело к прекращению выпечки куличей в государственных и частных булочных; отмечались попытки маскировать куличи под крендели. Сборник «Клубная работа школы» 1930 года предлагал использовать образ кулича в антирелигиозной деятельности пионеров, а употребление кулича пионером расценивалось как серьёзное нарушение, способное повлечь исключение из организации.
В советский период рассматривалась возможность исключения кулича из употребления из-за его религиозных ассоциаций. Однако, под влиянием позиции Михаила Калинина, высказанной в 1933 году и принятой во внимание в 1935—1936 годах, кулич стали рассматривать как вид выпечки, лишая ритуального значения. Официальная позиция допускала употребление кулича в пищу, но осуждала его религиозное освящение и связанные с ним ритуалы. В качестве светской альтернативы с 1 мая 1936 года через газету «Правда» рекламировался «Кекс 'Весенний'», представлявший собой замену традиционной пасхальной выпечке, хотя и отличавшийся от неё по форме.
В 1935—1936 годах в Советском Союзе происходило массовое возвращение и реконструкция различных ритуальных объектов, включая новогоднюю ёлку и кулич, в новом советском контексте. В 1943 году, в период временного сближения власти и религии во время Великой Отечественной войны, руководитель московской хлебопекарной промышленности издал приказ о запуске производства кекса «Весенний», фактически являвшегося куличом и продававшегося в военные и первые послевоенные годы. Дневниковая запись от 27 апреля 1943 года подтверждает продажу куличей по талонам белого хлеба в Москве и значительный интерес населения к Пасхе. Однако ограничения на религиозные практики сохранялись, о чём свидетельствует выговор, объявленный в 1950 году буфетчице столовой № 29 Министерства судостроительной промышленности за продажу окрашенных яиц к Пасхе как нарушение правил советской торговли.
В послевоенный период в СССР наблюдается постепенное противодействие ритуальной кулинарии, однако предприятия общественного питания, такие как столовые, кафе и кафетерии, зачастую действовали как самостоятельные экономические агенты, реализуя собственные торговые планы вопреки актуальной государственной политике.
Весной 1950 года появляется фиксированная рецептура продукта под названием кекс «Весенний», ставшего компромиссом в условиях сохранения атеистической идеологии; до этого времени официальные рецептуры для пасхальных куличей в хлебопекарной промышленности не зафиксированы. Несмотря на официальное наименование «весенний кекс» согласно ГОСТу, предписанное трестом «Росглавхлеб», во внутреннем обиходе и по существующей форме продукт оставался куличом и под видом кекса «Весенний» фигурировал в торговом словаре СССР.
С началом хрущёвской антирелигиозной кампании с 1960 года усиливается давление на производство и продажу куличей, что отражено в дневниковой записи Бориса Вронского за 1961 год и сатирическом стихотворении в журнале «Крокодил» за 1962 год, высмеивающем продажу куличей под псевдонимом «кекс весенний». Эту же риторику использовала Ольга Колчина, второй секретарь Московского обкома КПСС, на XXII съезде, критикуя Министерство торговли за санкционирование продажи куличей под названием «весенние кексы». В 1961 году в Москве было выпечено 580 тонн «весеннего кекса», также известного как кулич.
В издании «Книги о вкусной и здоровой пище» 1939 года рецепт блюда, подходящего для пасхального стола, именовался «кексом». Рецепт под названием «кулич» появился в издании 1952 года. Данный рецепт присутствовал и в более поздних изданиях книги, выходивших в 1960-е годы, во время нового этапа антирелигиозной борьбы.
В 1961—1962 годах советские власти выявили, что продукт под названием кекс «Весенний» фактически являлся традиционным пасхальным куличом, что привело к кратковременным ограничительным мерам. Ситуация изменилась после сентябрьского пленума ЦК КПСС 1965 года, когда началась реорганизация промышленности с акцентом на экономическую эффективность предприятий. Требования рентабельности распространились и на пищевую отрасль, включая хлебопекарные комбинаты, что способствовало возобновлению производства куличей под прежним наименованием. Данный продукт приобрёл неофициальный статус сезонного маркера: появление «весенних кексов» в продаже сигнализировало населению о приближении Пасхи, официальное празднование которой в СССР не афишировалось.
Как отмечал писатель Сергей Эфрос в статье 1976 года, «весенний кекс» появлялся в продаже строго в определённый период, аналогично ритуальной выпечке. Производимые по ГОСТу аналоги («Майские» булочки с изюмом, кекс «Славянский») выполняли функцию календарного маркера в рамках православной традиции, будучи адаптированы для светского потребления. Рецептура «Весеннего» кекса включала глазурь или арахисовую посыпку, что сближало его с классическим куличом, однако идентичность этих изделий признавалась не всеми. Как подчёркивает Эфрос, приобретение подобных продуктов невоцерковленными гражданами становилось формой косвенного участия в религиозной практике.